# Narbasos
Os Narbasos ( em latim : narbasi ) eram um povo galaico do convento Bracarense. A sua localização é difícil de definir, mas devem ter ocupado a zona oriental de Trás-os-Montes, em Portugal.

## Localização
O facto de terem sido mencionados antes dos váceos, levou boa parte dos historiadores (Jerónimo Contador de Argote, Manuel Murguía, Cortés López) a situá-los no extremo oriental do Norte português, em grande parte nos arredores de Bragança. Apenas Jorge de Alarcão os situa nas proximidades da serra do Gerês.
Idácio de Chaves fala dos montes Nerbasis,  onde os vândalos asdingos e suevos lutaram no ano 420, mas sem outra precisão.
As fontes epigráficas, praticamente nulas, não ajudam a melhorar as tentativas de localização.